# Do You Love Me? (Sharif Dean)
"Do You Love Me?" is een nummer van de Algerijns-Franse zanger Sharif Dean. Het verscheen op zijn debuutalbum Yours Sincerely uit 1975. In mei 1973 werd het al uitgebracht als single.

## Achtergrond
"Do You Love Me?" is geschreven door Sharif Dean en geproduceerd door Jean Huysmans. Het lied is een duet tussen twee geliefden die aan elkaar vragen of zij van elkaar houden en elkaar nodig hebben, waarop telkens een positief antwoord gegeven wordt. De zangeres op het nummer werd oorspronkelijk niet op de hoes van de plaat vermeld, maar later werd duidelijk dat het om de Belgische studiozangeres Evelyn D'Haese ging.
"Do You Love Me?" werd de grootste, en in vele landen de enige, hit van Sharif Dean. In Nederland werd het een nummer 1-hit in zowel de Top 40 als de Daverende Dertig, terwijl in Vlaanderen de tweede plaats in een voorloper van de Ultratop 50 werd gehaald. In  beide Nederlandse hitlijsten was het daarnaast de grootste hit van 1973. Het nummer is gecoverd door onder meer Margaret Singana, terwijl Frank Dingenen en Wendy Van Wanten het als duet opnamen.

## Hitnoteringen

### Nederlandse Top 40
| Hitnotering: 26-05-1973 t/m 15-09-1973 | Hitnotering: 26-05-1973 t/m 15-09-1973 | Hitnotering: 26-05-1973 t/m 15-09-1973 | Hitnotering: 26-05-1973 t/m 15-09-1973 | Hitnotering: 26-05-1973 t/m 15-09-1973 | Hitnotering: 26-05-1973 t/m 15-09-1973 | Hitnotering: 26-05-1973 t/m 15-09-1973 | Hitnotering: 26-05-1973 t/m 15-09-1973 | Hitnotering: 26-05-1973 t/m 15-09-1973 | Hitnotering: 26-05-1973 t/m 15-09-1973 | Hitnotering: 26-05-1973 t/m 15-09-1973 | Hitnotering: 26-05-1973 t/m 15-09-1973 | Hitnotering: 26-05-1973 t/m 15-09-1973 | Hitnotering: 26-05-1973 t/m 15-09-1973 | Hitnotering: 26-05-1973 t/m 15-09-1973 | Hitnotering: 26-05-1973 t/m 15-09-1973 | Hitnotering: 26-05-1973 t/m 15-09-1973 | Hitnotering: 26-05-1973 t/m 15-09-1973 | Hitnotering: 26-05-1973 t/m 15-09-1973 |
| Week                                   | 1                                      | 2                                      | 3                                      | 4                                      | 5                                      | 6                                      | 7                                      | 8                                      | 9                                      | 10                                     | 11                                     | 12                                     | 13                                     | 14                                     | 15                                     | 16                                     | 17                                     |                                        |
| -------------------------------------- | -------------------------------------- | -------------------------------------- | -------------------------------------- | -------------------------------------- | -------------------------------------- | -------------------------------------- | -------------------------------------- | -------------------------------------- | -------------------------------------- | -------------------------------------- | -------------------------------------- | -------------------------------------- | -------------------------------------- | -------------------------------------- | -------------------------------------- | -------------------------------------- | -------------------------------------- | -------------------------------------- |
| Nummer                                 | 10                                     | 2                                      | 2                                      | 2                                      | 2                                      | 2                                      | 2                                      | 1                                      | 1                                      | 1                                      | 1                                      | 1                                      | 3                                      | 6                                      | 14                                     | 27                                     | 36                                     | uit                                    |

### Daverende Dertig
| Hitnotering: 26-05-1973 t/m 08-09-1973 | Hitnotering: 26-05-1973 t/m 08-09-1973 | Hitnotering: 26-05-1973 t/m 08-09-1973 | Hitnotering: 26-05-1973 t/m 08-09-1973 | Hitnotering: 26-05-1973 t/m 08-09-1973 | Hitnotering: 26-05-1973 t/m 08-09-1973 | Hitnotering: 26-05-1973 t/m 08-09-1973 | Hitnotering: 26-05-1973 t/m 08-09-1973 | Hitnotering: 26-05-1973 t/m 08-09-1973 | Hitnotering: 26-05-1973 t/m 08-09-1973 | Hitnotering: 26-05-1973 t/m 08-09-1973 | Hitnotering: 26-05-1973 t/m 08-09-1973 | Hitnotering: 26-05-1973 t/m 08-09-1973 | Hitnotering: 26-05-1973 t/m 08-09-1973 | Hitnotering: 26-05-1973 t/m 08-09-1973 | Hitnotering: 26-05-1973 t/m 08-09-1973 | Hitnotering: 26-05-1973 t/m 08-09-1973 | Hitnotering: 26-05-1973 t/m 08-09-1973 |
| Week                                   | 1                                      | 2                                      | 3                                      | 4                                      | 5                                      | 6                                      | 7                                      | 8                                      | 9                                      | 10                                     | 11                                     | 12                                     | 13                                     | 14                                     | 15                                     | 16                                     |                                        |
| -------------------------------------- | -------------------------------------- | -------------------------------------- | -------------------------------------- | -------------------------------------- | -------------------------------------- | -------------------------------------- | -------------------------------------- | -------------------------------------- | -------------------------------------- | -------------------------------------- | -------------------------------------- | -------------------------------------- | -------------------------------------- | -------------------------------------- | -------------------------------------- | -------------------------------------- | -------------------------------------- |
| Nummer                                 | 12                                     | 2                                      | 2                                      | 2                                      | 3                                      | 2                                      | 2                                      | 2                                      | 1                                      | 1                                      | 1                                      | 1                                      | 3                                      | 6                                      | 15                                     | 25                                     | uit                                    |

### NPO Radio 2 Top 2000
| Nummer met noteringen in de NPO Radio 2 Top 2000 | '99  | '00  | '01  |
| ------------------------------------------------ | ---- | ---- | ---- |
| Do You Love Me?                                  | 1723 | 1594 | 1711 |

1. ↑  Een vetgedrukt getal geeft de hoogste notering aan.
2. ↑  Deze tabel is bijgewerkt tot en met de laatste editie (2024).